# Lactobacillus coryniformis
Lactobacillus coryniformis è una specie di batterio appartenente alla famiglia delle Lactobacillaceae.